# Pinicola enucleator

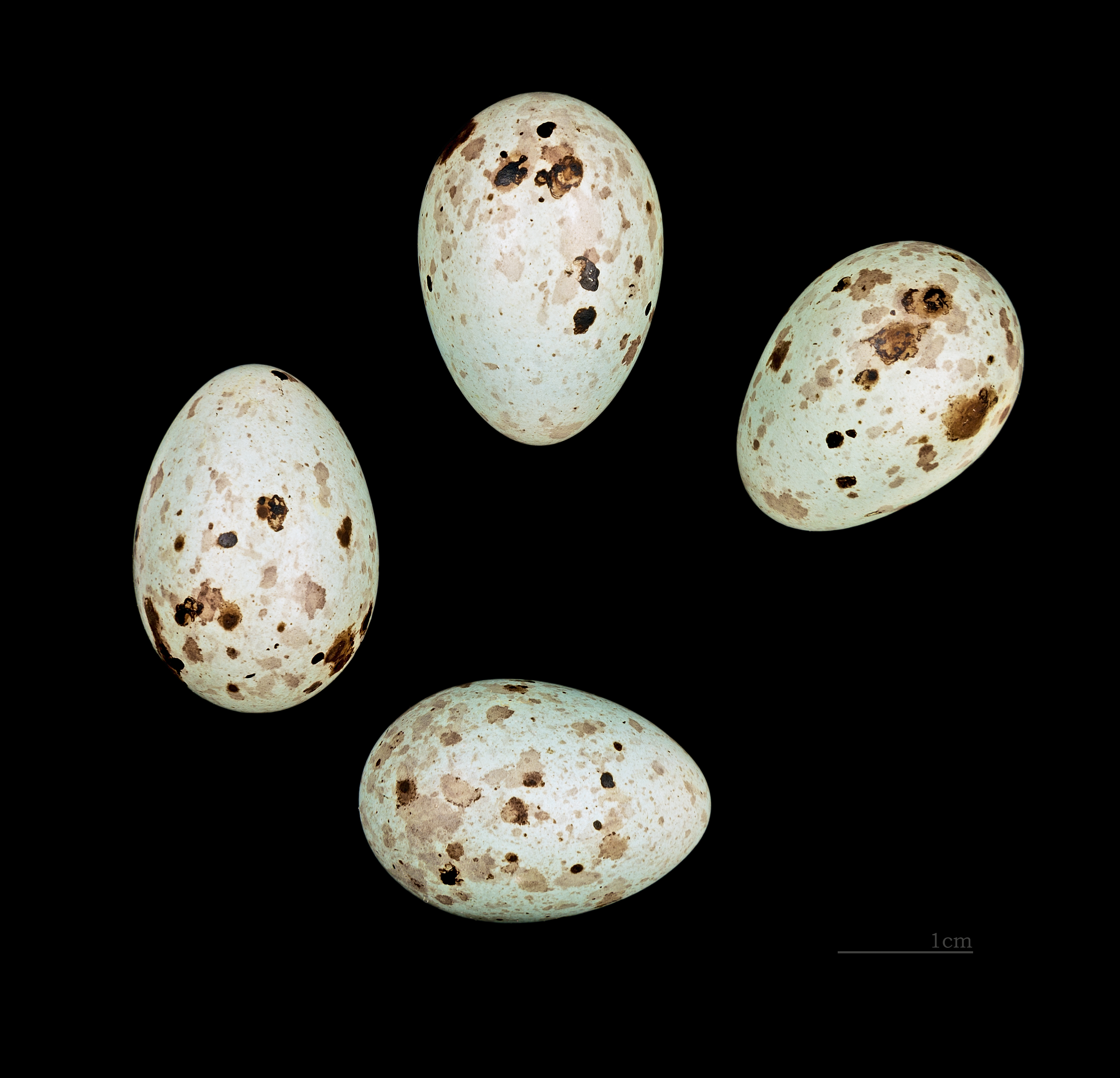
Pinicola enucleator

Pinicola enucleator là một loài chim trong họ Fringillidae.